# Pápa (distrikt)
Pápa är ett distrikt i Ungern. Det ligger i provinsen Veszprém, i den västra delen av landet, 120 km väster om huvudstaden Budapest.